# شينجي يامادا
شينجي يامادا (باليابانية: 山田真史) هو لاعب كرة قدم ياباني، ولد في 24 فبراير 1994 في كيوتو في اليابان.

## وصلات خارجية
- شينجي يامادا على موقع قاعدة بيانات كرة القدم.إي يو (الإنجليزية)
- شينجي يامادا على موقع Soccerway.com (الإنجليزية)
- شينجي يامادا على موقع عالم كرة القدم.نت (الإنجليزية)